# كريس تشايلدز (كرة سلة)
كريس تشايلدز (بالإنجليزية: Chris Childs)‏ مواليد 20 نوفمبر 1967 في بيكرسفيلد، هو لاعب كرة سلة أمريكي معتزل. بدأ مسيرته الاحترافية في سنة 1989. يبلغ طوله 6 قدم 3 بوصة (1.9 م). اعتزل اللعب في 2003. أحرز خلال مسيرته في الإن بي إيه 3710 نقطة بمعدل 6.9 نقاط في المباراة الواحدة.

## روابط خارجية
- كريس تشايلدز على موقع إن بي أي (الإنجليزية)
- كريس تشايلدز على موقع سبورتس رفرنس (الإنجليزية)
- كريس تشايلدز على موقع كرة السلة الأوروبية.كوم (الإنجليزية)
- كريس تشايلدز على موقع كلية كرة السلة في سبورتس رفرنس.كوم (الإنجليزية)
- كريس تشايلدز على موقع ريلجم (الإنجليزية)
- كريس تشايلدز على موقع بروبوليرز (الإنجليزية)